# Borgholz
Borgholz gehört zur Stadt Borgentreich im Kreis Höxter in Nordrhein-Westfalen.

## Geografie

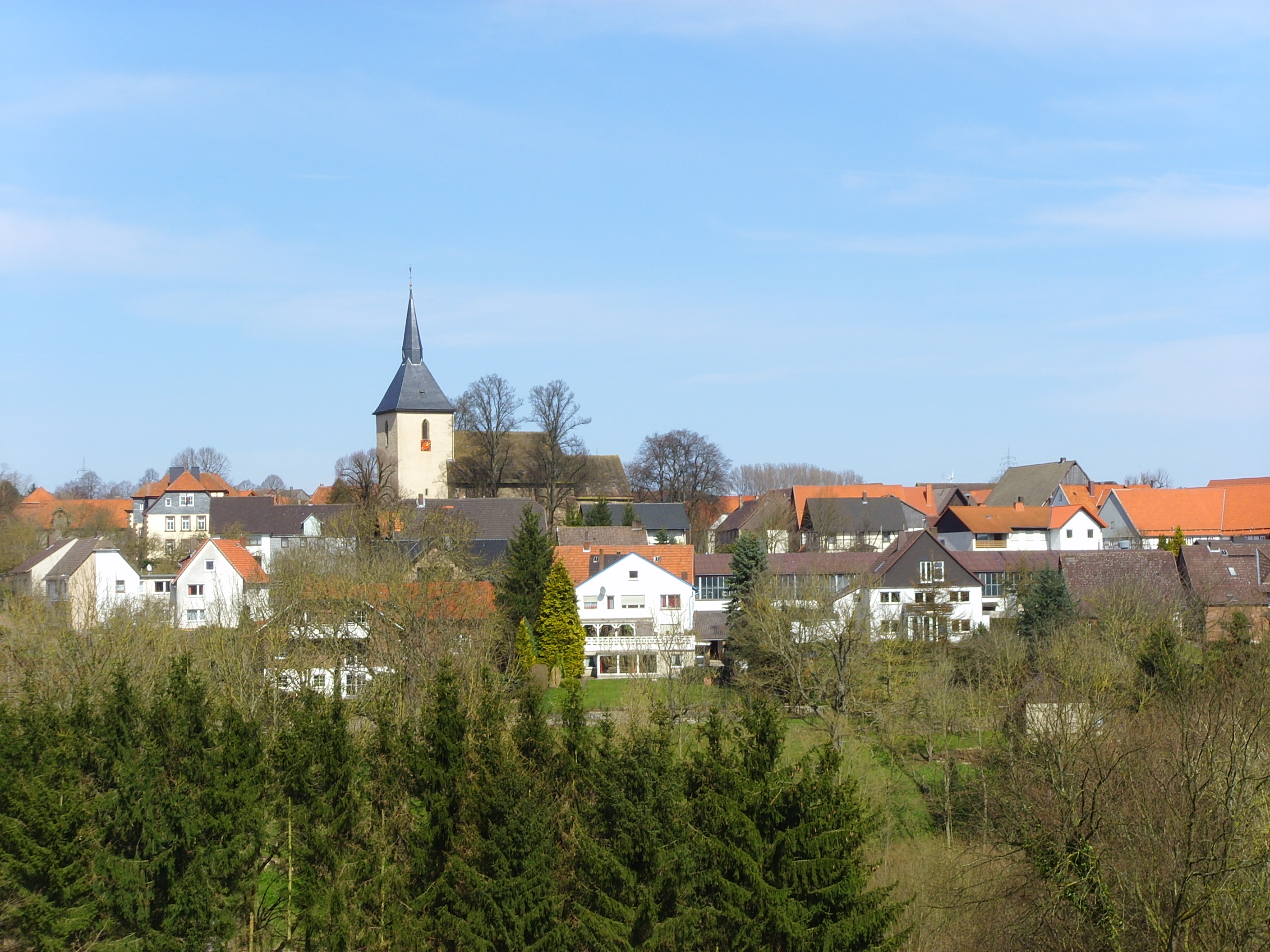
Borgholz aus südwestlicher Richtung

Borgholz liegt in Ostwestfalen in der Nähe der Bundesstraße 241 sowie der ehemaligen Bahnstrecke Holzminden–Scherfede und ist etwa 8 Kilometer westlich von der Weser und 15 Kilometer östlich vom Eggegebirge entfernt.
Durch Borgholz fließt der Jordan, der etwa sechs Kilometer nordwestlich von Borgholz entspringt. Die Furt durch den Bach in der Lehmkuhle ist eine Besonderheit, für die Borgholz bekannt ist. Im Südosten von Borgholz fließt der Jordan mit dem Eselsbach zusammen, die dadurch entstehende Bever mündet bei Beverungen in die Weser.

## Geschichte

### Hochstift Paderborn (1291–1802)
An einem nach drei Seiten hin abfallenden Ausläufer eines noch im 14. Jahrhundert gerodeten Höhenrückens nordöstlich von Borgentreich liegt die ehemalige Stadt Borgholz. Sie wird erstmals 1291 genannt – gleich zwei urkundliche Nachrichten belegen, dass es Borcholte zu dieser Zeit bereits gab. Sie verdankt ihre Entstehung, wie auch die Stadt Borgentreich, den Auseinandersetzungen über das Recht der Landeshoheit zwischen den Erzbischöfen von Köln und den Bischöfen von Paderborn im 13. Jahrhundert. Die Erzbischöfe von Köln versuchten, durch einen Ring von Städten und Burgen das westliche Hoheitsgebiet des Bischofs von Paderborn einzugrenzen.
Den Befehl zur Anlage des befestigten Ortes hoch über dem Tal des Jordan hatte Bischof Otto von Paderborn 1290 erteilt. Er übertrug dem Bertold Schuwen einen Burgmannsitz, den ersten Burgmannsitz in der bischöflichen Burg Borgholz. Die Gründungsurkunde oder eine Urkunde über die Stadtrechtsverleihung wurden bisher nicht gefunden. In einer Urkunde von 1295 wird Borgholz bereits als Stadt bezeichnet. Nach ihrer Gründung lebten in der Stadt nach vorsichtiger Schätzung etwa 500 Einwohner. Aus einem Katasterplan von 1831 kann entnommen werden, dass die gesamte Stadt einschließlich der Burg von einer Mauer umgeben war, die eine Fläche von 6,22 Hektar umschloss. Die Gesamtanlage lässt darauf schließen, dass Borgholz bis zu diesem Zeitpunkt über seine ursprünglichen Mauern nicht erweitert worden ist. Innerhalb der Mauern war aber noch viel freies Gelände für zukünftige Bauten in Reserve gehalten worden.
Im Dreißigjährigen Krieg wurde Borgholz mehrfach erobert. So wurde Borgholz im Jahre 1622 von den Truppen Christians von Braunschweig besetzt und, nach kurzzeitigem Verlust an die Kaiserliche Armee unter Führung Graf Anholts, zurückerobert. 1632 wurde die Stadt von hessischen Truppen besetzt und geplündert. Am Ende des Krieges 1648 hatte Borgholz noch ca. 400 Einwohner. Die Zerstörung aller Stadtarchive während des Krieges macht eine genaue Rekonstruktion der Ereignisse jedoch unmöglich.
1756 begann der Siebenjährige Krieg und traf Borgholz hart, sowohl durch Truppeneinquartierungen als auch durch größere militärische Auseinandersetzungen im Warburger Land. Während des Verlaufs des Krieges waren Soldaten verschiedener Nationen und Kriegsfraktionen im Dorf untergebracht und mussten von der Bevölkerung versorgt werden. An 1758 quartierten sich in Borgholz Braunschweiger, Franzosen, Hannoveraner, Hessen, Nassauer und Preußen ein. Nach dem Sieg der Briten (in Koalition mit mehreren deutschen Fürsten) in der Schlacht bei Warburg errichtete der britische General Granby 1760 in Borgholz sein Hauptquartier. Die Bevölkerung wurde gezwungen, die Truppen zu versorgen. Erst 1763, am Ende des Krieges, zogen die britischen Truppen ab.
Im Hochstift Paderborn war Borgholz Sitz der Richterei Borgholz, der auch die Orte Auenhausen, Natingen, Natzungen, Rothe und Tietelsen unterstanden.

### Preußen und Deutsches Reich (1802–1918)
In Reaktion auf den Friede von Lunéville marschierte Preußen im August 1802 in das Hochstift Paderborn ein und beendete dessen Existenz als selbständiger Staat. Damit wurde auch Borgholz für einige Jahre ein Teil Preußens. Die Niederlage des preußischen Königs im Krieg mit Frankreich 1806 führte zum Frieden von Tilsit, durch den die westelbischen Gebiete 1807 dem französischen Satellitenstaat Königreich Westphalen zugesprochen wurde. Im Königreich Westphalen gehörte Borgholz von 1807 bis 1813 zum Kanton Borgentreich des Distrikts Höxter im Departement der Fulda. Diese Zeit ging sowohl mit hohen Abgabenlasten als auch mit Modernisierungen einher, etwa der Abschaffung ständischer Privilegien. Auch die allgemeine Wehrpflicht wurde eingeführt. 16 Borgholzer, die zum Einsatz im französischen Russlandfeldzug gezogen wurden, galten im Herbst 1814 als gefallen oder vermisst. Nach der Niederlage Napoleons gerieten die ca. 1100 Einwohner Borgholz’ im Jahre 1813 wieder unter preußische Herrschaft. 1816 kam Borgholz zum neuen Kreis Warburg in der preußischen Provinz Westfalen, in dem die Gemeinde bis 1937 zum Amt Borgholz und danach bis 1974 zum Amt Borgentreich gehörte.
Schon 1829 stellte ein Gerichtsurteil fest, dass Borgholz „[…] kaum den Namen einer Stadt […]“ verdiene. Ab 1841 fiel der Ort schließlich auch juristisch unter die neue Westfälische Landgemeindeordnung, so dass Borgholz spätestens ab diesem Zeitpunkt nur noch als Titularstadt bezeichnet wurde. Die Burg der Stadtbefestigung von 1291 wurde 1840 wegen Baufälligkeit abgerissen. In den Jahren 1922/23 wurde ein neuer „Schlossbau“ errichtet.
Im Ersten Weltkrieg fielen auch 48 Borgholzer.

### Zweiter Weltkrieg
Im Zweiten Weltkrieg wurde Borgholz am 14. Februar 1945 erstmals direkt angegriffen. An diesem Tag griffen Jagdbomber in zwei Wellen den Bahnhof Borgholz an. Bei diesem Luftangriff wurden mehrere deutsche und ein ungarischer Soldat getötet. Im April 1945 wurden Truppen der SS-Panzerbrigade Westfalen nach Borgholz gesandt, um die anrückenden US-Truppen aufzuhalten. Am 6. April 1945 wurde der Ort von Teilen der 3. US-Panzerdivision (Taskforce Welborn und Taskforce Lovelady) angegriffen. Amerikanische Panzer rückten langsam in den Ortskern vor, stießen jedoch auf teils heftigen Widerstand verschanzter SS-Truppen. Beide Seiten setzten im begrenzten Maße Artillerie ein. Die Gefechte dauerten einen ganzen Tag. Auf deutscher Seite kamen 12 Soldaten sowie ein Zivilist ums Leben. Nach US-Angaben fielen im Raum Borgholz 24 Soldaten. 44 Wohnhäuser und 14 landwirtschaftliche Gebäude wurden zerstört oder beschädigt. Dies markierte für Borgholz das Ende des Zweiten Weltkriegs, in dem insgesamt 93 Borgholzer gefallen und 32 vermisst waren.

### Bundesrepublik Deutschland
Am 1. Januar 1975 wurde Borgholz durch § 35 Sauerland/Paderborn-Gesetz in die Stadt Borgentreich eingegliedert, die gleichzeitig zum Kreis Höxter kam.

### Wappen und Banner
| Wappen der ehemaligen Stadt Borgholz | Blasonierung: „Geteilt von Blau und Gold (Gelb), oben eine silberne (weiße) mit sechs Türmen bekrönte Stadtmauer, die Türme, drei vorn und drei hinten, wobei der jeweils mittlere der höchste und die beiden inneren die niedrigsten sind, auf den Turmhelmen je ein Knauf, über dem offenen Tor auf dem Satteldach ein stilisierter Baum; im Tor ein wachsender Bischof mit silbern (weiß) schwarzem Pallium, in der Rechten einen Abtstab, die Linke zum Schwur erhoben, unten eine rote heraldische Lilie.“ |
| Wappen der ehemaligen Stadt Borgholz | Wappenbegründung: Das Wappen entstammt einem Siegel aus dem Jahre 1446; es erinnert an die Stadtwerdung; im Tor ist vermutlich der Bischof des Landesherren, dem Hochstift Paderborn dargestellt. Die Lilie war das Münzzeichen des Hochstifts. Zwischenzeitlich führte die Stadt nur die Lilie – "In Gold eine rote Lilie" – im Wappen, verliehen am 28. Juli 1908 durch den preußischen König. |

|  | 00Banner: „Das Banner ist gespalten von Gelb und Rot mit dem Wappen von 1908 ohne Mauerkrone oberhalb der Mitte.“ |

### Einwohnerentwicklung
| Jahr     | Einwohner |
| -------- | --------- |
| ca. 1650 | ca. 400   |
| 1759     | ca. 500   |
| 1802     | 902       |
| 1846     | 1329      |
| 1948     | 1744      |
| 1961     | 1288      |
| 1970     | 1238      |
| 1974     | 1187      |
| 2016     | 1036      |

Eine Studie im Auftrag der Bezirksregierung Detmold aus dem Jahr 2009 prognostiziert für das Stadtgebiet Borgentreich einen starken Bevölkerungsrückgang bis 2030 um 16,4 %.

## Glaubensgemeinschaften

### Katholische Kirche
Die Katholische Pfarrkirche Mariae Verkündigung ist als Pfarre 1295 erwähnt. Der Ort Borgholz gehörte seit der Gründung zum Bistum Paderborn und seit 1297 zum Archidiakonat des Paderborner Domkämmerers (Iburg, später Brakel). Ab 1650 wurden Kirchenbücher geführt. Seit 1954 wurde die Pfarre dem Dekanat Borgentreich zugeordnet. Ab 1650 gab es eine Kaplanei. Die Liboriuskapelle ist 1740 erbaut worden. Heute steht ein von einem Pfarrer bewohntes Pfarrhaus und ein Pfarrheim. Im Jahre 1946 waren 88 % der Bevölkerung katholisch.
Im Jahre 1809 ereignete sich in Borgholz der sogenannte Singekrieg: die Bevölkerung weigerte sich, das neu eingeführte Gesangbuch des Bistums Paderborn in Hochdeutsch zu singen. Dieses historische Ereignis wurde 2010 in einem Theaterstück Der Singerkrieg von Borgholz, in drei Akten, von Laienschauspielern nach dem Drehbuch von H. Multhaupt, aufgeführt.

### Jüdische Gemeinde

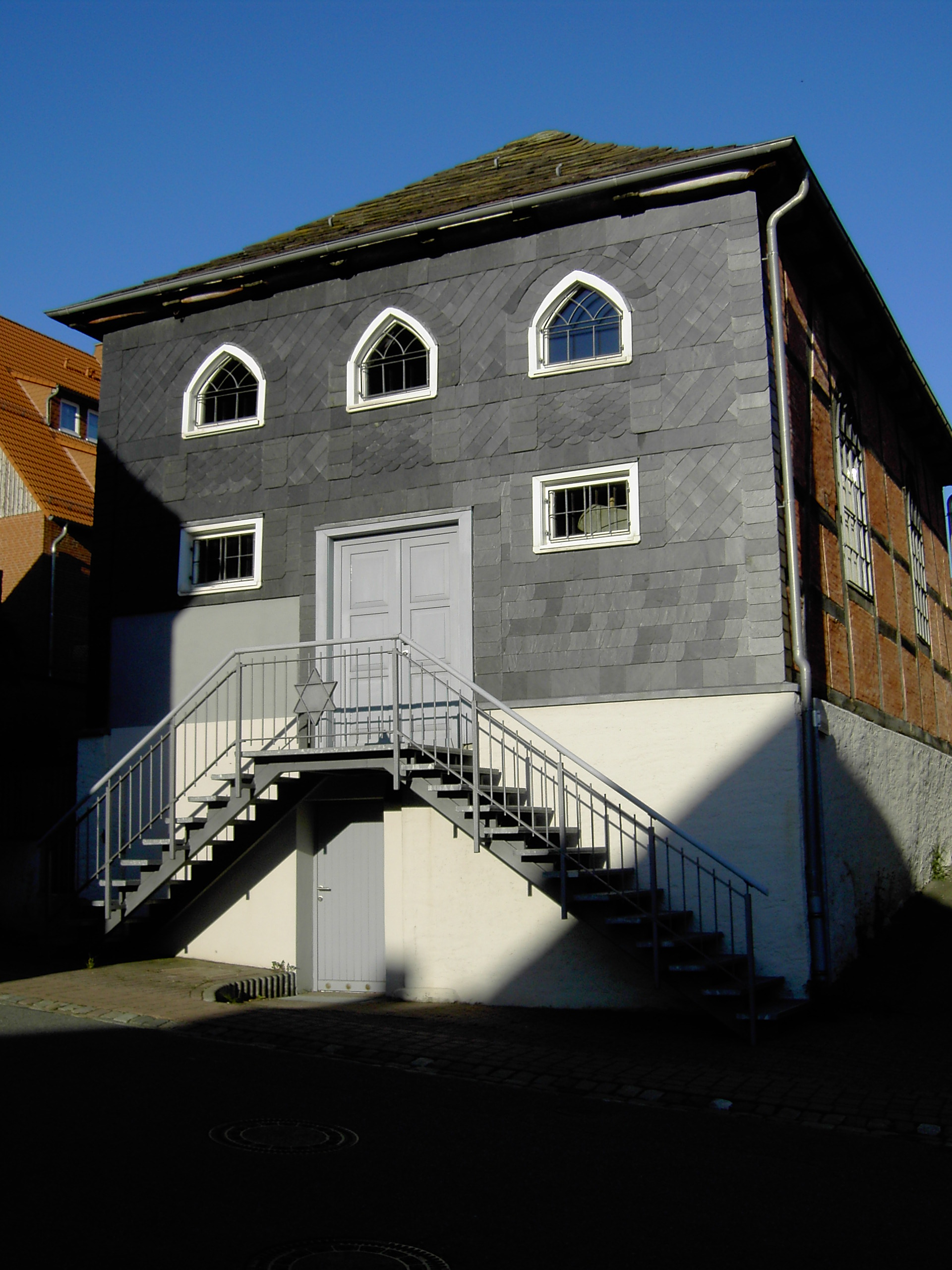
Ehemalige Synagoge von Borgholz

Ab 1652 sind zwei jüdische Familien in Borgholz belegt. Um 1807 gab es 13 jüdische Familien in Borgholz und 1871 betrug die Zahl der jüdischen Bürger 65. Die Zahl der Bürger mit jüdischem Bekenntnis fiel bis 1930 auf 8 ab.
Die Synagoge in Borgholz ist im Jahre 1838 von der jüdischen Gemeinde an der Kleinen Straße, nahe dem Marktplatz, errichtet worden. Nachdem schon 1937 Fenster eingeworfen und Bänke umgeworfen wurden, wurde die Synagoge während der Reichspogromnacht am 9. November 1938 teilweise zerstört. Die Häuser der ortsansässigen Juden wurden in der gleichen Nacht von Nationalsozialisten gestürmt. Ein großer Teil des Besitzes der jüdischen Einwohner wurde zerstört oder gestohlen. In den folgenden Monaten wurden die Borgholzer Juden durch den Staat enteignet. 1942 wurden alle verbliebenen Juden aus Borgholz deportiert. Nach dem Zweiten Weltkrieg wurde die Synagoge als Garage bzw. Abstellraum genutzt. Das Gebäude sollte Mitte der 1990er Jahre in das Freilichtmuseum in Detmold transloziert werden. Daraus ergab sich eine öffentliche Diskussion vor Ort. Im Jahre 1995 hat die Stadt Borgentreich das Gebäude erworben und nach der Renovierung dient es heute als sozio-kulturelles Begegnungsstätte.
Ein jüdischer Friedhof lag außerhalb des Orts, zeitweise gab es eine jüdische Schule.

## Kultur und Sehenswürdigkeiten

### Museen

#### Bahnhofsmuseum Borgholz

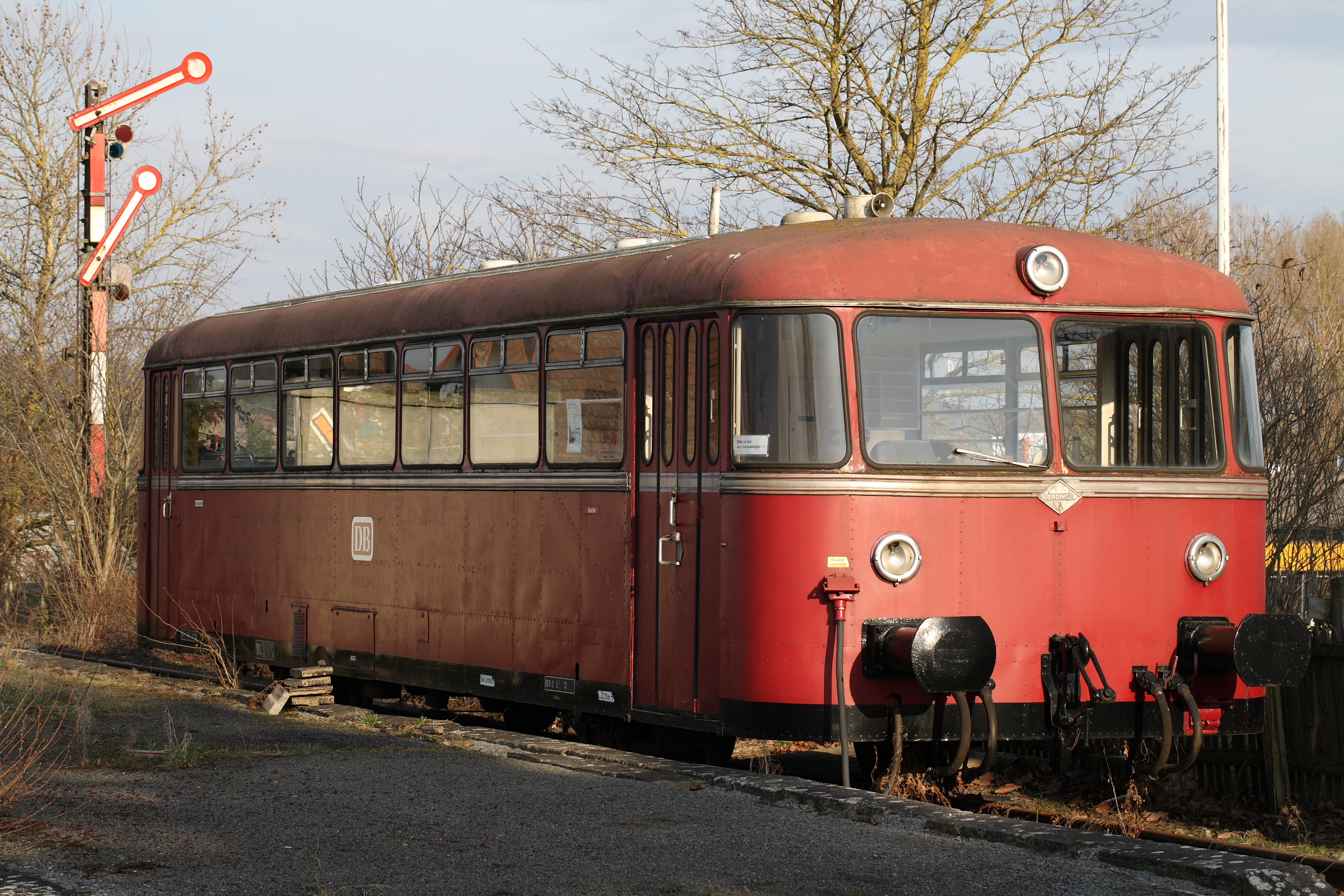
Uerdinger Schienenbus VT 98; Bj. 1961. Er war lange Jahre Bestandteil der Fahrzeugsammlung und wurde in das Industriemuseum Ennepetal überstellt.

An der seit 1984 stillgelegten Bahnstrecke Scherfede – Holzminden für Personenverkehr steht das ehemalige Bahnhofsmuseum Borgholz. Die Strecke wurde im Jahre 1876 eingeweiht, das heute denkmalgeschützte Bahnhofsgebäude wurde 1884 eröffnet. Dem Gründer und langjährigen Kurator des Museums Erich Menke wurde am 30. März 2000 das Bundesverdienstkreuz verliehen. Zum Inventar des Museums zählte die komplette Einrichtung eines typischen kleinen Landbahnhofs. Die Immobilie wurde 2016 an privat verkauft und ist nun nicht mehr öffentlich zugänglich.

#### Museum „Dorfgeschichte“
Im Museum für Dorfgeschichte werden in einem ehemaligen Bauernhof viele ältere Gerätschaft und Gegenstände aus Wohn- und Lebensverhältnisse breiter Bevölkerungsschichten in vorindustrieller Zeit ausgestellt.

### Sehenswürdigkeiten

#### Klus Eddessen
Im (Richtung Manrode/Harbrück) steht eine Kluskapelle im Wald. Die Kluskapelle wurde zum Andenken an den Ort Eddessen, das im 15. Jahrhundert vernichtet wurde, errichtet und wird heute noch von den umliegenden Kirchengemeinden genutzt.

#### Stadtturm
Der Stadtturm Borgholz, der anlässlich des 700-jährigen Ortsbestehens Anfang 1991 eingeweiht wurde, ist zwar neu erbaut, aber detailgetreu errichtet und erinnert an die ehemalige Festung Borgholz wie an die Kriegszeiten der Menschen in Borgholz überhaupt.

#### Wartturm
Im Norden (Richtung Rothe) von Borgholz steht auf einer Anhöhe noch ein Aussichtsturm der in früheren Zeiten (ca. 15. Bis 16. Jahrhundert) zum rechtzeitigen Erkennen von Feinden aufgebaut wurde.

#### Weißer Stein
Der Sage nach soll die Gottesmutter mit dem weißen Stein im Bevertal den Streit, den der Teufel zwischen den Borgholzern und den Nachbarn aus Dalhausen auslöste, beendet haben.

### Regelmäßige Veranstaltungen

#### Prozession am „Klustag“
Zweimal im Jahr (Frühjahr und Herbst) findet eine Prozession zur Klus Eddessen satt.

#### Osterfeuer
Von der Feuerwehr und dem Reitverein wird jedes Jahr am Ostersonntag ein Osterfeuer an der „Borgholzer Höhe“ durchgeführt.

#### Schützenfest
Alle zwei Jahre veranstaltet der Schützenverein ein Schützenfest in der Borgholzer Stadthalle.

#### Jubiläum der Stadt Borgholz (urkundliche Erwähnung)
1991 wurde das 700-jährige und 2016 wird das 725-jährige Bestehen von Borgholz gefeiert. Es ist davon auszugehen das dieses Jubiläum weiterhin im 25-jährigen Rhythmus gefeiert wird.

## Sport
VFB Jordania Borgholz/SV Borgholz Natzungen
Der erste Fußballverein VFB Jordania Borgholz wurde 1922 gegründet. Im Jahr 2004 erfolgte der Zusammenschluss mit dem Natzunger Fußballverein zum SV Borgholz-Natzungen. Der VFB Jordania Borgholz und dann der gemeinsame Verein haben bis maximal in der Landesliga gespielt. Der Verein betreut Jugend-, Senioren- und eine Altherrenmannschaft. Das Training und die Heimspiele finden auf den Plätzen des Sportgeländes „Natinger Weg“ statt. Weitere aktuelle Information können einer Facebookseite entnommen werden.
Reit- und Fahrverein Jordangrund Borgholz
Der Reit- und Fahrverein wurde 1981 gegründet. Der Verein nimmt regelmäßig an Turnieren teil.
Zum Trainieren steht ein Übungsgelände mit Halle am „Natinger Weg“ zur Verfügung. Weitere aktuelle Information können der vereinseigene Internetseite entnommen werden.
TTV Borgholz
Der Tischtennisverein wurde 1964 gegründet und 1965 in dem Westdeutschen Tischtennis-Verband aufgenommen.
Das Training und die Heimspiele finden in der Stadthalle Borgholz statt.
Der Verein nimmt mit verschiedenen Mannschaften an Meisterschaftsspielen statt.
TC `76 Borgholz
Der Tennisverein Borgholz wurde 1976 gegründet.
Zum Trainieren und Wettbewerbsspielen stehen zwei Tennisplätze am „Natinger Weg“ zur Verfügung.
Der Verein nimmt mit einer Mannschaft an Meisterschaftsspielen teil und richtet regelmäßig der Stadtmeisterschaft der Stadt Borgentreich aus.
Das Training und die Heimspiele finden auf den Plätzen des Sportgeländes „Natinger Weg“ statt.
Weitere aktuelle Information können der vereinseigene Internetseite entnommen werden.
Schützengesellschaft St. Hubertus Borgholz
Der Schützenverein besteht wahrscheinlich bereits seit dem Mittelalter, schriftliche Dokumente liegen erst seit 1838 vor.
Der Verein ermittelt alle zwei Jahre den Schützenkönig innerhalb eines Schießwettbewerbs (Königsschießen) und feiert mit dem Königspaar, dem Hofstaat und dem Schützenvolk alle zwei Jahre das Schützenfest in der Stadthalle Borgholz.

## Infrastruktur und Wirtschaft

### Bildung
Eine Kinderbetreuung wird durch den katholischen Kindergarten Borgholz oder Tagesmütter übernommen.
Die Grund- und Hauptschule wurden nach Borgentreich verlegt. Dort kann auch die Realschule besucht werden.
Weiterführende Schulen bestehen in den Nachbargemeinden Beverungen, Brakel, und Warburg.

### Öffentliche Einrichtungen

#### Feuerwehr
Die Freiwillige Feuerwehr Borgholz wurde 1921 gegründet.

#### Bücherei
Die St. Marien Bücherei Borgholz ist im Pfarrheim (Am Marktplatz 11) eingerichtet.

### Verkehr

#### Öffentlicher Personennahverkehr
In Borgholz halten regelmäßig die Busse der WEB (Weser-Egge-Bus Gesellschaft) mit der
Linie R 36 (Borgentreich-Borgholz-Lauenförde) und
Linie R 552 (Brakel-Borgholz-Borgentreich)
sowie die Busse der DB (Deutsche Bahn) der Linie 560 (Beverungen-Borgholz-Borgentreich).

#### Straßenverkehr
Borgholz liegt an der Bundesstraße B 241 die in westlicher Richtung zur Bundesstraße B 252 mit Anbindung Bundesautobahn A 44 und in östlicher Richtung bis Nörten-Hardenberg mit Anbindung an die Bundesautobahn A 7 und in nord-süd Richtung verläuft die Landesstraße L 837. Über diese Straße ist die Kreisstadt Höxter gut zu erreichen.

#### Bahnverkehr
Die am nächsten gelegenen Bahnhöfe sind:
- Lauenförde, ca. 12 Kilometer (Sollingbahn)
- Warburg, ca. 20 Kilometer
- Brakel, ca. 18 Kilometer (Bahnstrecke Altenbeken–Kreiensen)

Ehemals bestand im heutigen Gewerberaum Borgholz Bahnhof Anbindung an Züge der Bahnstrecke Holzminden–Scherfede.

#### Flugverkehr
Die nächstgelegenen Flughäfen sind der Flugplatz Höxter-Holzminden in ca. 25 Kilometer, Flughafen Kassel-Calden in ca. 35 Kilometer und Flughafen Paderborn-Lippstadt in ca. 70 Kilometer Entfernung.

#### Rad- und Wanderwege
Über den Radweg R 4 durch Dalhausen erreicht man den Weserradweg in Beverungen.

### Ansässige Unternehmen
In Borgholz selbst sowie im Gewerbepark Borgholz Bahnhof sind eine Reihe von verschiedenen Unternehmen angesiedelt. Diese Unternehmen spielen als Arbeitgeber auch für angrenzende Gemeinden eine wichtige Rolle.
Es sind u. a. folgende Branchen vertreten:
- Möbelindustrie
- Bauindustrie
- Metallverarbeitende Industrie
- Garten- und Forsttechnik
- Einzelhandel
- Finanzsektor
- Gastronomie
- Landwirtschaft

## Bekannte Söhne und Töchter
- Pantaleon Bruns (1670–1727), 44. Abt des Abdinghofklosters in Paderborn und Weihbischof in Paderborn
- Laurentius Kremper (1666 oder 1667–1730), Priester und von 1713 bis zu seinem Tode 49. Abt des Klosters Hardehausen